# Kreesha Turner
Kreshia Turner (n. Edmonton, Alberta, Canadá; 10 de junio de 1985) es una cantante, compositora y bailarina canadiense. Nació y creció en Edmonton, Alberta, Canadá, comenzó su carrera musical después de una exitosa audición con Virgin Records, firmó un contrato discográfico con Capitol Music Group, que opera bajo el sello Virgin. Al mismo tiempo, la sede canadiense de EMI Music la firmó con el fin de darla a conocer de manera eficaz en el mercado canadiense.
Ha lanzado dos álbumes en Canadá. Su primer álbum Passion (2008) del cual se desprendieron sencillos como «Bounce With Me», «Lady Killer» y «Don't Call Me Baby» se convirtieron en la canción #1 más sonada (por un canadiense) en las radios canadienses en 2008 y se convirtieron en su primer tema #1 en el U.S. Hot Dance Club Play de Billboard en Estados Unidos. Durante ese año, fue nominada a los Juno Awards en las categorías "Best New Artist" y "Best Pop Album of The Year". Su segundo álbum (doble) de estudio Tropic Electric (2011) vio alterada su imagen pública y regreso a su sonido original. Ella publicó tres sencillos de éxitos moderado «Rock Paper Scissors», «I Could Stay», «Love Again».
Actualmente, Turner se encuentra terminando las grabaciones de su tercer álbum titulado Evolution Inevitable con una nueva dirección en su sonido fusionado con R&B, Hip Hop and Dancehall.
A largo de sus ocho años de carrera, Turner ha sido muy conocida por su estilo e imagen. Ha sido calificada en la lista "25 Sexiest International Singer You've Never Heard Of" de la Revista Complex y en la lista "Sexiest Girl" de Much Music en el 2008. Ha aparecido en varias portadas de revistas más importantes de Canadá y protagonizó una campaña nacional de Kit Kat. Su música ha sido incluida en las principales series de televisión como Entourage, Desperate Housewives, Ugly Betty, Gossip Girl, The Hills, Keeping Up with the Kardashians, Lipstick Jungle y Brothers & Sisters. 

## Biografía
La mayor de tres hijos de padre canadiense de ascendencia escocesa y alemán y madre jamaicana de ascendencia africana y china. Turner nació en Edmonton, Alberta. Su madre llegó a Canadá en 1978 con absolutamente nada. "Ahora ella es propietaria de una empresa de grabado industrial ella siente que ha logrado lo imposible". En su infancia, Turner bailaba en su habitación la música del músico jazz Oscar Peterson. Turner siempre ha mencionado jazz como una inspiración, especialmente artistas como Ella Fitzgerald, Billie Holiday y Peggy Lee.
En 2000, cuando Turner tenía 15, su madre la envió a Jamaica a vivir y experimentar la cultura jamaicana. Turner rápidamente aprendió que cantar es una gran parte del diario vivir en Jamaica, particularmente en la iglesia Pentecostal. Sus amigos la convencieron de audicionar para el coro juvenil a pesar de su propia creencia de que no podía cantar. En la fuerza de su interpretación del himno nacional de Canadá, Turner fue aceptada dentro del coro y comenzó a cantar canciones gospel en el Faith Temple Tabernacle en Bayside, Portmore. Turner dice que es ese es el tiempo en que ella se da cuenta de que ama cantar. Fue la Escuela de Victoria de las Artes Escénicas y Visuales en Edmonton, Alberta, Canadá. Turner asistió a la escuela de chicas Wolmer en Kingston, Jamaica de 2000 a 2002. Asistió al Harry Ainlay Composite High School en Edmonton, Alberta, Canadá después de regresar de Jamaica en donde se graduó en el 2003.

## Carrera profesional
En 2003, inmediatamente al haberse graduado de secundaria, Turner se convirtió en un miembro activo en la comunidad urbana/hip-hop. Escribiendo, grabando y presentando su propio material, ella comenzó a perseguir agresivamente su carrera musical. Turner rápidamente ganó atención de sus compañeras, el desarrollo de una base de fanes tenían a un número de expertos emocionados. Turner se presentó en cada uno de los escenarios en los que podía, ingresando y ganando varias competencias, pero no se fue sino hasta un par de años después que se volvió exitosa.
En el 2005, Turner ganó un concurso de talentos en Edmonton organizado por una estación radial local The Bounce (91.7 FM). Ganar el concurso le permitió grabar temas en estudio en Vancouver con el equipo de compositores y escritores, Hipjoint Productions, el más importante en la carrera de Kreesha es «Bounce With Me». Esto fue notado por el mánager de música urbana y R&B y entretenimiento canadiense el magnate Chris Smith (Nelly Furtado, Fefe Dobson, Tamia) y provocó el inicio de su carrera musical.

### 2007-2010: álbum debut y éxito

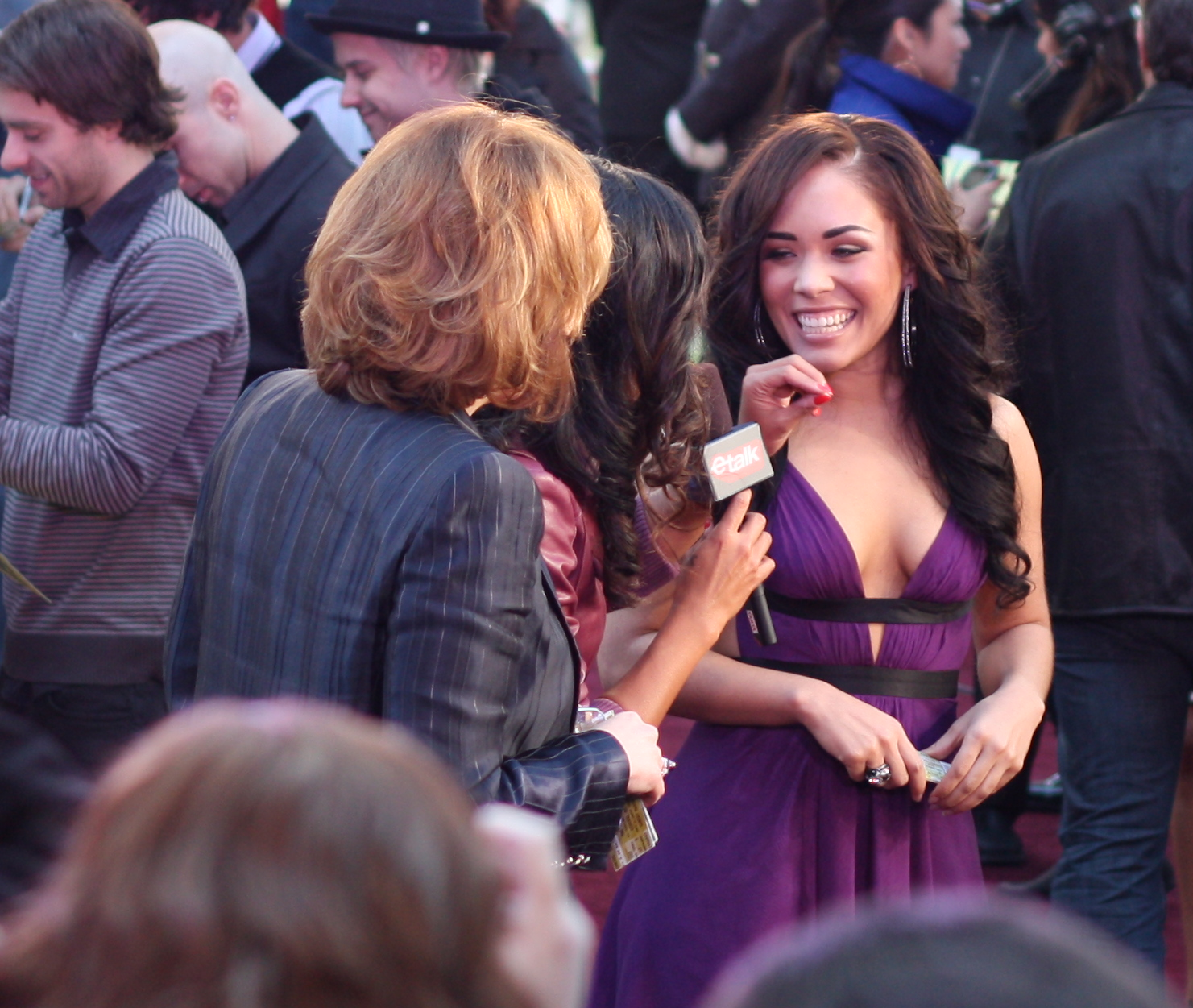
Turner en los Juno Awards en el 2009

Después de la exitosa audición con Virgin Records, firmó un contrato discográfico con Capitol Music Group, bajo el cual Virgin opera. Al mismo tiempo, la sede canadiense de EMI Music la firmó para lanzarla de manera eficaz su carrera en el mercado canadiense.
Antes de su éxito comercial, la canción «Bounce With Me» fue escuchada a comienzos de la primavera de 2006 en las estaciones AC de Vancouver pero no fue oficialmente publicada como sencillo hasta 2007. Su primer vídeo oficial para «Bounce With Me», fue publicado en iTunes el 4 de diciembre de 2007. Este sencillo fue finalmente utilizado como The Free Song of the Week en iTunes y se convirtió en su primera canción entrar a los charts, alcanzando la posición #53 en el Canadian Hot 100. Su siguiente sencillo, «Don't Call Me Baby» fue publicada en radio en abril de 2008 y en iTunes el 20 de mayo de 2008. Con el tiempo, se aumentó en el Canadian Hot 100 del puesto #41 al #8, haciendo de «Don't Call Me Baby» su primer sencillo en entrar al Top 10 en el Canadian Hot 100. "Don't Call Me Baby" alcanzó el #1 en el Canadian sub HOT AC y permaneció allí durante 8 semanas consecutivas.
El 5 de agosto de 2008, el álbum debut de Turner, Passion fue puesto en libertad para transmisión de avanzada en MuchMusic.com. El 12 de agosto fue lanzado en Canadá.
El 22 de noviembre de 2008, Turner tuvo su primer #1 en Estados Unidos con su sencillo «Don't Call Me Baby» en el Hot Dance Club Songs en Billboard.
Después de un año de éxito, Turner fue posicionada en el puesto #16 en la lista Sexiest Girls de MuchMusic en el 2008.[cita requerida] Turner realizó algunos de los mayores éxitos en una transmisión nacional en vivo desde el Nathan Phillips Square de Toronto de Año Nuevo.[cita requerida]
El 13 de marzo de 2009, Turner recibió un premio por "Mejor Nuevo Grupo/Artista Solista" (R&B/Dance/Urbano) en el Canadian Radio Music Awards en Toronto, Canadá - su primer premio por su contribución musical. Turner fue nominada para dos Juno Awards a "Nuevo Artista del Año" y "Álbum Pop del Año". En los días previos a los Juno Awards de 2009, Turner apareció en una serie de anuncios del nuevo producto de la empresa Nestlé, Kit Kat en el cual fue incluida el primer éxito de Turner, «Bounce With Me». El comercial está aún al aire. 
Turner regresó a Hipjoint Productiones en Vancouver en la primavera de 2009 para cantar «Dust in Gravity» de la banda de pop Delerium el cual fue incluido en una nueva colección de remixes publicada en 2010. «Dust in Gravity» con la voz líder de Turner alcanzó la posición #1 en Estados Unidos.

### 2011-2012: Tropic Electric
El 5 de julio de 2011, Kreesha estrenó su nuevo sencillo «Rock Paper Scissors». En septiembre del mismo, Turner estrenó otro sencillo I Could Stay en las radios de Canadá. Turner publicó su segundo álbum, Tropic Electric en noviembre de 2011. Fue lanzado como un álbum doble, un lado Tropic y el otro Electric. El lado Tropic fue grabado en Jamaica, para capturar un nuevo tipo de género, una mezcla de reggae y pop. El lado Electric está dedicado a los fanes que disfrutado la vibra de su álbum anterior, Passion. El tercer sencillo del álbum es «Love Again», fue publicado en abril de 2012. En mayo de 2012, Kreesha prestó su voz para el sencillo debut del DJ español Wally López «Keep Running the Melody». La canción fue escrita por Eritza Laues, Angel David López Álvarez & Ian Alec Harvey Dench. Después de su lanzamiento el 18 de mayo de 2012, después de que una serie de adelantos fueran publicados en el canal de López en YouTube, la canción alcanzó la posición #1 en los charts de ventas en iTunes a con solo 3 horas de su lanzamiento. La canción luego alcanzó el #1en múltiples charts en España, y fue un hit de verano en todo el país.
Turner interpretó «Love Again» en el pre show de los MuchMusic Video Awards.

### 2013-presente: Evolution Inevitable

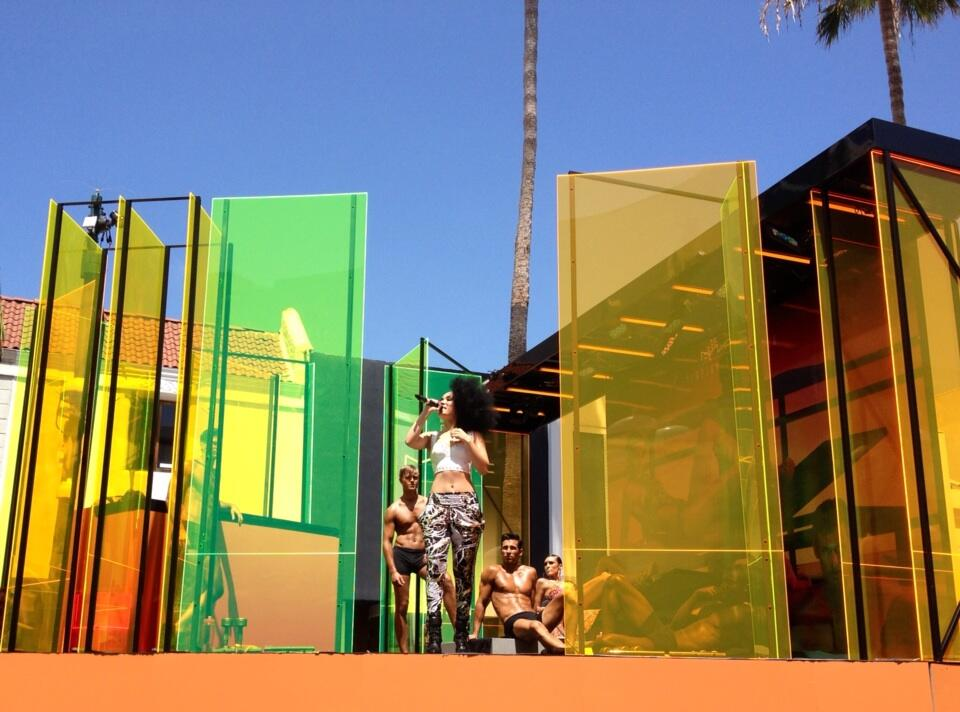
Turner en Santa Mónica cantando para MAC Cosmetics

En febrero de 2013, Kreesha apareció en dos canciones del mixtape del rapero DeStorm Power King Kong, titulados «Scattin' On Me» y «Fuckin' Wit Me». También en febrero, el productor Young Yonny junto con Kreesha comenzaron a lanzar "indirectas" sobre su nuevo proyecto, tuiteando el hashtag #EvolutionInevitable. 
Kreesha más tarde reveló esté sería el título de su próximo EP, y el 22 de marzo de 2013, estrenó el primer sencillo del álbum titulado «Gimme' Dat». La canción fue publicada para descarga digital en Soundcloud el siguiente día. La canción es una desviación importante de su sonido anterior, incorporando Hip-Hop y Dancehall. Un vídeo musical fue filmado el 22 de abril de 2013, y un detrás de escenas del vídeo fue publicado el 29 de mayo de 2013, revelando que la canción podría incluir versos del rapero Kardinal Offishall, así como la nueva voz de Kreesha. El 12 de abril de 2013, Kreesha estrenó una nueva canción cantada al instrumental de «Mo' Fire» de Lil Wayne, titulado «Mo' Fire (Remix)». Un vídeo musical para la canción se estrenó el 17 de abril de 2013
Turner anunció en una entrevista que el álbum esta ahora terminado y sería lanzado este año. Turner describe su nuevo álbum como, "agresivo y llegó de swag. La energía total es diferentes a sus primeros álbumes. Es muy hip-hop" El primer sencillo del álbum es «MJ» y estará disponible en iTunes internacionalmente. El vídeo musical será estrenado en VEVO el 13 de mayo de 2014. El álbum cuenta con la colaboración de Kardinal Offishall, mientras que se rumora que los raperos King Chip y Ty Dolla $ign están incluidos también.

## Estilo musical y de voz
Turner posee el rango vocal de Jazz y soprano. Habló sobre sus comienzos en cuanto a la comprensión musical y declaró "Comencé haciendo lo que podía: hice técnica vocal, guitarra, piano, teatro musical, actuación; Fui parte de un coro góspel, coro de jazz, empecé escribiendo, grabando mi propio material. Todo era para aumentar mis posibilidades, y también, para aumentar mi conocimiento". En el álbum Passion, Kreesha coescribió solo cinco canciones, entre ellas, la canción que le da el título al álbum. Esa primera vez, ella se aventura dentro de cada sesión de composición con la mentalidad de un estudiante. "Trabajé con un compositor y ellos preguntaban '¿cómo quieres acercarte a esto?' y yo decía 'No, ¿cómo trabajan ustedes como compositores?' Quería aprender, ganar herramientas para ponerlo dentro de mi kit de herramientas a la hora de componer". A comienzos de 2010, cuando Kreesha comenzó las sesiones de composición/grabación para Tropic Electric, ella traía ese kit de herramientas para trabajar cada día. "La última vez que vio construir la casa. Ese tiempo sentí que podía coger las herramientas y hacerlo por mi cuenta. Estaba ahí para crear cada canción e influenciar cada elemento".

## Moda
La esencia del peinado de Turner es el peinado Afro, donde las trenzas de cuero cabelludo de un lado tiran el pelo de la cara y añaden un estilo desordenado en general.

## Influencias
Turner cita la escena musical de Jamaica como su inspiración a la hora de embarcarse en una carrera musical. También, Turner ha mencionado jazz como una inspiración, especialmente con artistas como Ella Fitzgerald, Billie Holiday y Peggy Lee. Los gustos musicales de Turner se desarrollaron cuando descubrió la música de Erykah Badu, Jill Scott and D'Angelo, A Tribe Called Quest, Kylie Minogue, Grace Jones, Andre 3000, Common, the Foo Fighters y Our Lady Peace.

## Vida personal
En 2010, Turner contrajo matrimonio con Quinton Ward en Montego Bay, Jamaica. Cuando se le preguntó sobre formar una familia, Turner dijo "No por ahora. Quiero enfocarme en la carrera primero. Los niños son caros. Así que primero tengo que tener dinero antes de tener hijos. A mi esposo le digo 'Baby, tengo un plan de cinco años de duración'. Aunque según mi esposo, dije eso hace un año. Así que él es como 'Ya no son cinco años cariño. Son cuatro años ahora'. Entonces digo 'Si, de acuerdo'. Él cuanta el tiempo."
Ella tiene una mascota Shiba Inu llamada "Panda" debido a su fuerte afinidad con los Pandas.

## Premios y nominaciones
| Año  | Premio                                                                 | Resultado |
| ---- | ---------------------------------------------------------------------- | --------- |
| 2009 | Juno Award a Mejor Nuevo Artista                                       | Nominada  |
| 2009 | Juno Award a Mejor Álbum del Año                                       | Nominada  |
| 2009 | Canadian Radio Music Awards a Mejor Nuevo Grupo/Artista Solista        | Ganadora  |
| 2009 | MuchMusic Video Awards a Vídeo Internacional del Año por un Canadiense | Nominada  |
| 2012 | MuchMusic Video Awards a Vídeo Cinematografíco del Año                 | Nominada  |
| 2013 | Juno Award a Grabación R&B/Soul del Año                                | Nominada  |

## Discografía
| Álbumes de estudio - 2008: Passion - 2011: Tropic Electric EP - 2014: Evolution Inevitable Mixtapes - 2015: The Body: Part 1 |